# Byrappalli, Bagepalli
Byrappalli là một làng thuộc tehsil Bagepalli, huyện Kolar, bang Karnataka, Ấn Độ.